# Asesinato de Kian Pirfalak
En 16 de noviembre de 2022, el niño iraní de nueve años Kian Pirfalak (en persa: کیان کیرفلک; 11 de junio de 2013 - 16 de noviembre de 2022), fue asesinado en Izeh durante la represión a las protestas de Mahsa Amini. Fue disparado por las fuerzas de seguridad del gobierno mientras estaba sentado en el vehículo de sus padres durante el ataque al mercado de Izeh. Su padre, Meysam Pirfalak, resultó gravemente herido en el ataque y fue hospitalizado.
La madre de Pirfalak y otros familiares que fueron testigos del incidente atribuyen el ataque a las fuerzas de seguridad iraníes. Las agencias de noticias de la República Islámica, incluida la IRNA, inicialmente atribuyeron la muerte de Pirfalak a los terroristas del ISIS, difundiendo una declaración atribuida al grupo que reclamaba la responsabilidad del tiroteo. Sin embargo, la BBC Monitoring investigó la declaración y concluyó que era falsa.
La muerte de Pirfalak provocó indignación nacional contra el gobierno y el uso de fuerza letal extrema contra los manifestantes. Se le considera la víctima más joven de la represión gubernamental a las protestas después de la muerte de Mahsa Amini.
En 2023, el Tribunal Supremo de la República Islámica de Irán emitió una sentencia de muerte para Abbas Mujahed Kurkur después de que fuera torturado en prisión y se obtuviera una confesión forzada.

## Víctima
Kian Pirfalak (en persa: کیان پیرفلک; 11 de junio de 2013 - 16 de noviembre de 2022) fue un niño iraní de nueve años que fue asesinado en Izeh durante la represión de los protestas de Mahsa Amini. Fue disparado por las fuerzas de seguridad del gobierno mientras estaba sentado en el vehículo de sus padres durante el ataque al mercado de Izeh. Su padre, Meysam Pirfalak, resultó gravemente herido en el ataque y fue hospitalizado.
La madre de Pirfalak y otros familiares que presenciaron el incidente atribuyen el ataque a las fuerzas de seguridad iraníes. Aunque las agencias de noticias de la República Islámica, incluida la IRNA, inicialmente atribuyeron la muerte de Pirfalak a los terroristas del ISIS, divulgando una declaración del grupo que se atribuía la responsabilidad del tiroteo, la BBC Monitoring investigó la declaración y concluyó que era falsa.
La muerte de Pirfalak generó indignación nacional contra el gobierno y el uso de fuerza letal extrema contra los manifestantes. Se le considera la víctima más joven de la represión gubernamental a las protestas después de la muerte de Mahsa Amini.
En 2023, el Tribunal Supremo de la República Islámica de Irán emitió una sentencia de muerte para Abbas Mujahed Kurkur después de que fuera torturado en prisión y se obtuviera una confesión forzada.

## Asesinato
El 16 de noviembre de 2022, durante la represión de las protestas de Mahsa Amini en la ciudad de Izeh, hubo un ataque armado al mercado de Izeh por parte de las fuerzas de seguridad del gobierno. Kian Pirfalak, un niño de nueve años que estaba sentado en el vehículo de sus padres, fue baleado por las fuerzas de seguridad del gobierno durante el ataque. Su padre, Meysam Pirfalak, también resultó gravemente herido y fue hospitalizado. Kian Pirfalak fue una de las siete personas que murieron durante el ataque, junto con dos adolescentes, Artin Rahmani y Sepehr Maghsoodi, este último recibió un disparo en la cabeza.

## Atribución de culpa
La madre de Pirfalak y otros familiares que presenciaron el incidente atribuyen el ataque a las fuerzas de seguridad iraníes. Un pariente de Pirfalak informó a Radio Farda que los agentes de seguridad abrieron fuego contra el automóvil en el que estaba sentado Pirfalak, resultando en una bala que atravesó su pulmón. Su padre también quedó gravemente herido y posteriormente fue hospitalizado. Zeinab Moulai, la madre de Pirfalak, niega el relato del gobierno sobre los acontecimientos y afirma que su hijo fue asesinado por las fuerzas de seguridad.
La Agencia de Noticias de la República Islámica (IRNA), la Agencia de Noticias Fars y otros medios de comunicación iraníes atribuyeron inicialmente las muertes a terroristas del ISIS, no a las fuerzas de seguridad del Estado. Circularon una declaración supuestamente del grupo terrorista reclamando la responsabilidad del tiroteo. Sin embargo, una investigación de BBC Monitoring concluyó que la declaración era falsa.
Posteriormente, las autoridades iraníes atribuyeron las muertes de Pirfalak y otros a cuatro hombres: Bahman Bahmani, Hossein Saeedi, Mahmoud Ahmadi y Abbas Mujahed Kurkur. Dos de los hombres murieron en un ataque de las fuerzas del IRGC, mientras que Kurkur fue posteriormente torturado para obtener una confesión forzada y condenado a muerte.

## Entierro
La familia de Pirfalak colocó su cuerpo en hielo, negándose a mantenerlo en la morgue debido al temor de que las fuerzas de seguridad robaran el cuerpo del niño, como ha sucedido en muchos casos. Cientos de personas se reunieron en el funeral de Pirfalak, entonando consignas anti-régimen en protesta por su muerte.
"Escúchenme cómo ocurrió el tiroteo, para que no puedan decir que fue perpetrado por terroristas, porque están mintiendo", dijo la madre de Pirfalak, Zeinab Molaie, a los presentes en su funeral. Durante la ceremonia, la madre de Pirfalak criticó al líder supremo de la República Islámica, Ali Khamenei, a través de un poema que decía: "¿Cómo está el señor Seyyed Ali [Khamenei]? ¡Tiene una larga barba que desciende hasta el pecho! Un pecho lleno de odio, su corazón es como una piedra, todo lo que dice es tontería".

## Reacciones
La muerte de Pirfalak generó un aumento en las protestas en todo el país y en el apoyo internacional. Después del funeral de Pirfalak, la casa de la infancia del Ayatolá Ruhollah Khomeini fue incendiada el 17 de noviembre de 2022; actualmente se utiliza como museo conmemorativo y está ubicada en la ciudad de Khomeyn. Los protestantes en la Facultad de Psicología y Ciencias de la Educación de la Universidad de Teherán exhibieron fotos de Pirfalak.
Días después de la muerte de Pirfalak, UNICEF emitió una declaración condenando la muerte y detención de niños como resultado de las protestas de 2022 en Irán.
Circuló en línea un video viral de Pirfalak probando su bote hecho a mano, afirmando: "en nombre del Dios del arco iris". La estrofa "En Nombre del Señor del Arco Iris" es un poema de Mahmoud Purohab (persa: محمود پورهاب) incluido en el libro persa de tercer grado de la escuela primaria. Como resultado, muchos memoriales sobre Pirfalak hacen referencia al Dios del arco iris.
Pouya Molaeirad, pariente de la madre de Kian Pirfalak, fue tiroteado y asesinado por agentes de seguridad iraníes el 11 de junio de 2023, durante un servicio conmemorativo para Kian. Testigos y videos compartidos en redes sociales mostraron a Molaeirad siendo baleado en el cementerio de Pirfalak, en la aldea de Parchestan, Izeh, en medio de una fuerte presencia de seguridad. Las autoridades iraníes afirmaron que Molaeirad era un agresor que fue tiroteado en legítima defensa, pero su familia y usuarios de redes sociales cuestionaron ese relato.